# Juan Velasco Alvarado
Juan Velasco Alvarado, född 16 juni 1910 i Piura, död 24 december 1977 i Lima, var en peruansk militär och politiker som var president i Peru mellan 1968 och 1975.
Velasco föddes i en arbetarfamilj. Han skrev in sig i peruanska armén 1929 och nådde graden brigadgeneral 1965.
Som chef för armén ledde han juntan som avsatte presidenten Fernando Belaúnde Terry den 3 oktober 1968, efter att denna hade misslyckats i sin föresats att expropriera de amerikanska oljebolagen som arbetade i landet.
Velasco bildade ett kabinett som bestod av militära ministrar och nationaliserade omedelbart hela oljeindustrin. Han införde inskränkningar i pressfriheten, genomförde en jordbruksreform som avsåg att avskaffa de stora lantegendomarna ("haciendas") och lyckades nationalisera nyckelsektorerna för ekonomin. Den 29 augusti 1975 ledde generalmajor Francisco Morales Bermúdez Cerrutti, som var den dåvarande presidenten för ministerrådet, en kupp mot Velasco från staden Tacna. Som skäl angavs den dåliga ekonomiska situationen och Velascos försämrade hälsa som påfrestades efter att han 1973 tvingades amputera ett ben.
Velasco avled på militärsjukhuset i Lima den 24 december 1977.